# Fördepark
Der Fördepark (auch: Förde-Park) in Flensburg ist ein Einkaufszentrum, das mit einer Mietfläche von 36.290 Quadratmetern und mehr als 50 Geschäften zu den großen Einkaufszentren Norddeutschlands zählt. Betreiber ist die MEC METRO-ECE Centermanagement GmbH & Co. KG.

## Lage
Der Fördepark befindet sich im Süden der Flensburger Südstadt, nahe des Gewerbegebiets. Dank der Nähe zu den Anschlussstellen der A 7 und B 200 ist das Einkaufszentrum sowohl für Besucher aus Flensburg als auch aus dem Umland gut erreichbar. Für die Anreise mit öffentlichen Verkehrsmitteln stehen die Stadtbuslinie 14 sowie die Regionalbuslinien 1550 und 4810 zur Verfügung. Zudem bietet der Fördepark rund 2.400 Parkplätze für Autofahrer.

## Geschäfte und Veranstaltungen
Der Förde Park beherbergt verschiedene Geschäfte und Dienstleister:
- Lebensmittel und Drogerie: Kaufland, Aldi, Rossmann
- Elektronik und Technik: expert Technikmarkt
- Mode und Accessoires: New Yorker, Gerry Weber, Bonita, Takko
- Heim und Garten: Obi, Roller
- Dienstleistungen: Apotheke, Friseur, Schuhreparaturservice
- Gastronomie: Eiscafé Tivoli, Döner Werk, Ciao Bella

Weiterhin organisiert der Förde Park regelmäßig Veranstaltungen:
- Verkaufsoffene Sonntage
- Mitternachtsshopping: Verlängerte Öffnungszeiten mit besonderen Aktionen
- Jubiläumsfeiern